# Унеміно
Унеміно (пол. Uniemino) — село в Польщі, у гміні Борне-Суліново Щецинецького повіту Західнопоморського воєводства.
Населення — 135 осіб (2011).

## Демографія
Демографічна структура станом на 31 березня 2011 року:
|          | Загалом | Допрацездатний вік | Працездатний вік | Постпрацездатний вік |
| -------- | ------- | ------------------ | ---------------- | -------------------- |
| Чоловіки | 68      | 7                  | 55               | 6                    |
| Жінки    | 67      | 5                  | 43               | 19                   |
| Разом    | 135     | 12                 | 98               | 25                   |